# Adolphe de Cordoue
Pour les articles homonymes, voir Saint Adolphe.
Adolphe de Cordoue est un chrétien mozarabe qui vivait en Espagne au VIIIe siècle. Il est l'un des martyrs de Cordoue au commencement du règne d'Abdérame. On l'honore le 27 septembre.